# Eleutherodactylus warreni
Eleutherodactylus warreni é uma espécie de anfíbio da família Eleutherodactylidae.
É endémica do Haiti.
Os seus habitats naturais são: florestas secas tropicais ou subtropicais .
Está ameaçada por perda de habitat.